# اپسیلون توکان
اپسیلون توکان یک ستاره است که در صورت فلکی توکان قرار دارد.